# Isotima difficilis
Isotima difficilis là một loài tò vò trong họ Ichneumonidae.